# Trei Parale
Trei Parale („Drei Groschen“) ist ein 2003 gegründetes rumänisches Musikensemble aus Bukarest, welches alte Musik des Karpatenraums sowie traditionelle rumänische Musik interpretiert.

## Wirken
Begründer des Ensembles ist Florin Iordan, der als Musikethnologe im Muzeul Național al Țăranului Român tätig ist. Bereits in seiner Jugendzeit begann er sich mit traditioneller rumänischer zu beschäftigen, indem er Ausschnitte von Radiosendungen auf Kompaktkassette aufzeichnete und dadurch motiviert das Flötenspiel lernte. Durch einen Kassettenaustausch lernte er seine Ehefrau und späteres Ensemblemitglied Beatrice kennen. Im Rahmen weiterführender Feldforschungen, die ihn durch ganz Rumänien führten, erwarb er sich eine profunde Expertise in traditioneller alter rumänischer Musik.
Die Musiker spielen auf traditionellen rumänischen Instrumenten, zu denen die Hirtenflöte Kaval, die Flöte Tilincă ohne Grifflöcher, die Laute Koboz, Kontrabass und die Maultrommel Drymba gehören.
Bei der Rekonstruktion rumänischer Volksmusik stützen sich die Musiker von Trei Parale vor allem auf die alten Transkripte, die Anton Pann in mehreren Bänden mit dem Titel Spitalul amorului sau Cântătorul dorului (1852) zusammengetragen hat. Rumäniens Musik des 19. Jahrhunderts war beeinflusst von den Roma-, jüdischen, türkischen, griechischen und  armenischen Einflüssen, deren Mischung das musikalische Repertoire dieser Zeit widerspiegelt.
Das Ensemble wirkte bei der Soundtrackproduktion des 2015 erschienen Filmdramas Aferim! des rumänischen Filmregisseurs Radu Jude mit.

## Besetzung
- Florin Iordan (Flöte, Kaval, Koboz) ist Musikethnologe und arbeitete mit verschiedenen rumänischen Musikern zusammen. Er organisiert Konzerte, Festivals und musikalische Events. Iordan wirkt zudem an wissenschaftlichen Projekten mit und hat mehrere wissenschaftliche Arbeiten verfasst, die in Rumänien, Italien und Bulgarien veröffentlicht wurden.
- Daniel Pop (Gesang, Flöte, Kaval, Trommel, Perkussion) arbeitet als Lehrer. Er besuchte die Universität in Baia Mare. In Bukarest angekommen, lernte er Pfeife und Blockflöte spielen. Anschließend trat er der Band Lyzeum Consort bei. Pop hat Workshops und Meisterkursen mit Schwerpunkt Pfeife bzw. Perkussion besucht. Er interessiert sich gleichermaßen für alte und traditionelle Musik, aber auch für deren moderne und fusionale Neuinterpretationen.
- Beatrice Iordan (Koboz, Gesang) ist Puppenspielerin im Muzeul Național al Țăranului Român innerhalb der Kreativitätswerkstatt. Sie inszenierte zudem Theaterstücke in rumänischen Freilichtmuseen. Sie stellt dekorative Kunst auf Basis traditioneller und Baztán-Motive her. Iordan führt einen persönlichen Blog.
- Mihai Balabaş (Violine, Kontrabass) ist freischaffender Musiker. Er absolvierte ein Musikstudium an der Universität Bukarest und ist in unterschiedliche Musikprojekte involviert.

## Bazar I und II
Bazar I und II ist eine Hommage an die Welt der Gasthäuser, Städte und Slums der Walachei und Moldau des 19. Jahrhunderts. Das 19. Jahrhundert ist eine komplexe Epoche, in der Rumänien von Orient und Okzident beeinflusst wurde. Das Album spiegelt jene Epoche wider, in der rumänische Städte ein Mosaik aus Roma-, jüdischen, rumänischen, griechischen, armenischen, italienischen Gemeinschaften bildeten. Bazar II enthält zudem bislang unveröffentlichte Musikstücke.

## Diskografie
- 2008: Bazar (Green Records)
- 2012: Bazar II (Ethnophonie, Fundația Alexandru Tzigara-Samurcaș)
- 2015: Ciobanul Care Și-a Pierdut Oile (Asociația „Pe-un Picior De Plai“)